# Abdulwahab Al-Bayyati
Abdulwahab Al-Bayyati (arabisch عبد الوهاب البياتي, DMG ʿAbd al-Wahhāb al-Bayātī; geboren 19. Dezember 1926 in Bagdad; gestorben 3. August 1999 in Damaskus) war ein irakischer Dichter. Er galt als bedeutendster arabischer Dichter des sozialistischen Realismus.

## Leben und Werk
Bayyati wurde in die Familie eines Händlers geboren. Er machte eine Ausbildung als Lehrer und unterrichtete von 1950 bis 1954.
In dieser Zeit schrieb er die Gedichtbände Engel und Teufel (1950) und Zerbrochene Krüge (1955). Seine Poesie kritisierte den Kolonialismus und die reaktionäre Regierung von Nuri as-Said und führte zur Unterdrückung des Dichters, 1955 floh er aus dem Irak ins Exil. In Kairo schrieb er die Gedichtsammlungen Ruhm für Kinder und Oliven (1956) und Verse im Exil (1958). Zwanzig Erzählgedichte aus Berlin (1959) und Unsterbliche Worte (1960) beinhalten Eindrücke aus der UdSSR und anderen sozialistischen Ländern. Es folgten das Erzählgedicht Lenin (1961) und Nachricht an Nâzım Hikmet (Beirut, 1956). Das historische und philosophische Theaterstück Urteil in Nischapur handelt von einem Mann, der von seinem Vaterland getrennt ist. Die Sammlung Flamme und Wörter (Beirut, 1964) enthält Gedichte über den Algerienkrieg.
Er übersetzte auch Gedichte von Paul Éluard und Louis Aragon ins Arabische.

## Werke (Auswahl)
- Aischas Garten. Ausgewählte Gedichte. Arabisch–Deutsch. Übersetzt von Khalid Al-Maaly und Heribert Becker, Hans Schiler Verlag, Berlin 2003, ISBN 978-3-8993-02431.